# Општина Врбас
Општина Врбас је општина у Јужнобачком округу у АП Војводини, Република Србија. По подацима из 2004. општина заузима површину од 376 km² (од чега на пољопривредну површину отпада 33.989 ha, а на шумску 124 ha).
Центар општине је град Врбас. Према подацима са последњег пописа 2022. године у општини је живело 36.601 становник (према попису из 2011. било је 42.092 становника).	 У општини се налази 8 основних и 3 средњих школа.

## Географија
Територија врбаске општине се налази у северном делу Србије. Смештена је у средишњем делу АП Војводине.
Град Врбас је административно средиште општине. Општина Врбас са севера се граничи Општинама Мали Иђош и Кулом, делимично, са истока Општинама Србобран и Темерин, са југа Општинама Нови Сад и Бачки Петровац, југозапада Бачком Паланком, запада Оџака, а северозапада већ поменутом кулском општином.

## Историјат
Први насеобински трагови у Општини Врбас датирају још из неолита. Прво организовано насеље на овом подручју, данас археолошки локалитет Чарнок, потиче из другог миленијума пре нове ере и једно је од највећих равничарских насеља у средњој Европи.
Из периода Велике сеобе народа у Змајеву су пронађене златне игле које се приписују Алеманима.
На локалитету Шуваков салаша су пронађени остаци насеља Врбас, црква и некропола, које се први пут помиње 1387. године. Из истог периода је насеље са црквом и некрополом у близини локалитета Чарнок. Оба насеља су разрушена и угашена крајем XV и почетком XVI века, а ту је формирано ново насеље, на месту данашњег Старог Врбаса. Из овог периода потичу две црквене књиге Октоих Божидара Вуковића из 1537. године и Осмогласник Јеронима Загуровића из 1569/70. године, штампане у Венецији, а данас се чувају у православној цркви у Равном Селу. Поред тога, велики број експоната од изузетне културно-историјске и уметничке вредности чува се у музеју у Врбасу који је основан 1968. године. Настанак Новог Врбаса се везује за колонизацију Русина 1745. и Немаца 1785. године. По завршетку Другог светског рата Немци готово у потпуности напуштају ове крајеве, а настањују их колонисти из Црне Горе, Хрватске и Босне.

## Демографија
У општини Врбас живи 36.601 становник. Према подацима са попсиа 2022. године, становништво ове општине релативно није хомогено.
| Етнички састав према попису из 2022.‍ | Етнички састав према попису из 2022.‍ | Етнички састав према попису из 2022.‍ | Етнички састав према попису из 2022.‍ | Етнички састав према попису из 2022.‍ |
| ------------------------------------ | ------------------------------------ | ------------------------------------ | ------------------------------------ | ------------------------------------ |
|                                      |                                      |                                      |                                      |                                      |
| Срби                                 | Срби                                 |                                      | 22.739                               | 62,12%                               |
| Црногорци                            | Црногорци                            |                                      | 4.264                                | 11,64%                               |
| Русини                               | Русини                               |                                      | 2.833                                | 7,74%                                |
| Мађари                               | Мађари                               |                                      | 1.949                                | 5,32%                                |
| Украјинци                            | Украјинци                            |                                      | 626                                  | 1,71%                                |
| Хрвати                               | Хрвати                               |                                      | 379                                  | 1,03%                                |
| остали                               | остали                               |                                      | 2.660                                | 7,26%                                |
| неизјашњени                          | неизјашњени                          |                                      | 1.151                                | 3,14%                                |
| укупно: 36.601                       |                                      |                                      |                                      |                                      |

Бачко Добро Поље, Змајево, Косанчић и Равно Село имају већинско српско становништво. Град Врбас и Савино Село има релативну српску већину, Куцура релативну русинску.
85% становништва општине изјављује да им је матерњи српски језик, 7% русински и 3% мађарски.

## Насеља
На територији врбаске општине, налази се седам насеља. Поред центра општине, града Врбаса, налази се још шест сеоских насеља, а укупно 8 месних заједница.
- Бачко Добро Поље
- Врбас
- Змајево
- Косанчић
- Куцура
- Равно Село
- Савино Село

Највећа насеља по броју становника су Врбас са 24.112, Куцура са 4.348 и Бачко Добро Поље са 3.948 становника. Најмања насеља су Косанчић са 101 и Савино Село са 2.957 становника. Територијално највеће насеље је Врбас, а најмања су Змајево и Косанчић.
Административни центар општине је град Врбас. Смештен је на надморској висини од 78 м. Налази се на око 130 km северозападно од Београда, 70 km јужно од Суботице и 46 km северно од Новог Сада. Кроз Врбас пролази магистрални путеви Сомбор-Врбас-Бечеј, Врбас-Бачка Паланка и Врбас-Суботица, као и међународна железничка пруга Београд-Будимпешта и локална Нови Сад-Сомбор и Сомбор-Бечеј.

## Привреда

### Саобраћај
Општина Врбас, посебно град Врбас, налази се на раскрсници важних путева различитих видова саобраћаја, који је повезују са свим деловима Војводине и Србије.
Кроз град Врбас пролазе друмски путеви Сомбор-Врбас-Бечеј, Врбас-Бачка Паланка и Врбас-Суботица. Недалеко од Врбаса пролазе и два магистрална пута. Магистрални пут Нови Сад-Суботица, стари М-22, кроз територију општине пролази својим делом од 20 km, док магистрални пут М-3 Богојево-Кула-Врбас-Србобран-Бечеј пролази кроз општину својим делом од 13 km. Такође је значајан европски међународни пут Е-75, нови М-22, који пролази кроз општину, али не и кроз сам Врбас. Врбаску општину пресецају четири регионална пута Р-104, Р-118, Р-119 и Р-127.
Међународни железнички правац Београд-Будимпешта пролази кроз Врбас, али и локални правци Нови Сад-Сомбор и Сомбор-Бечеј.
Територију општине пресеца врло развијена мрежа канала, који припадају хидросистему Дунав-Тиса-Дунав.
И поред значајног повећања броја возила у општини Врбас, као и целој земљи, друмски путеви нису модернизовани и уређени у складу са њиховом носивошћу и брзином кретања. Стога су услови за одвијање саобраћаја на овом подручју на ниском нивоу.

## Култура

### Народна библиотека „Данило Киш“
Прва библиотека у општини Врбас је основана 1951. године, а 1962. године, под именом Градска библиотека, се сели у објекат у коме се данас налази, у зграду некадашњег Омладинског дома, у улици Маршала Тита број 87. Од времена кад је био Титов Врбас, па све до 1990. године носила је назив „25. мај”, када постаје Народна библиотека „Данило Киш”.
Поседује преко 106.000 књига, а број активних чланова током године је око 3500. Народна библиотека има седам одељења у општини Врбас: два у Врбасу, за децу и одрасле, и по једна у пет села широм општине. Дан Библиотеке обележава се 22. фебруара.

### Манифестације у општини Врбас
- Фестивал меда

Продајна изложба меда, полена, прополиса и осталих пчелињих производа на штандовима у центру Врбаса, уз изложбу фотографија из музеја. Програм је попуњен уметничко културним садржајем, предавањима и трибинама. Одржава се на јесен, а први пут је одржан 2012. године.
- Фестивал тамбурашке музике у Змајеву

Манифестација која се већ 17 година (од 1996. године) традиционално одржава се у част музичара Змајевчана Саве Вукосављева. Фестивал окупља неколико стотина музичара из Србије и региона, а редовно се одржава крајем године, у Дому културе у Змајеву.
- Фестивал фолклорних традиција Војводине

Једна од највећих културних манифестација Војводине, одржава се пуних 35 година (од 1978. године) са преко 1000 учесника сваке године. Организује се традиционално у септембру и траје пар дана, а посвећена је очувању културног наслеђа народа и народности.
- Фестивал поезије младих

Фестивал поезије младих је најстарија и једна од најзначајнијих поетских манифестација у земљи. Одржава се непрекидно од 1968. године, обично крајем маја. Непосредно пре фестивала се расписује наградни конкурс за младе песнике, а тек на Завршној вечери је проглашење победника који за награду добија штампање књиге. У међувремену су десетак програмских целина, попут палете младих, портрета неког значајног песника, књижевног митинга, као промоције књиге победника из претходне године. Многи српски афирмисани песници су каријеру почели управо на том фестивалу у Врбасу.
- Фијакеријада у Куцури

Фијакеријада у Куцури је релативно нова локална манифестација која је први пут одржана 2011. године. Фијакеријада је такмичарског карактера, тридесетак запрежних кола се надмета у вожњи двопрега и четворопрега, а у програму су уврштене и друге активности, попут наступа мажореткиња.
- Фијакеријада у Равном Селу

Традиционална културно-спортска манифестација такмичарског карактера која се одржава сваке године од 2001. године увек са порастом броја учесника. Равноселска фијакеријада важи за највећу у Бачкој.
- Јесењи ликовни салон

Јесењи ликовни салон је ликовна манифестација која постоји од 1968. године. Одржава се у Врбасу на јесен, у октобру или новембру, а траје 15 до 20 дана. Салон је изложба такмичарског карактера, са новчаном наградом под јединственим називом Откупна награда.
- Костелникова јесен
- Куцурска жетва
- Куцурски клип
- Ликовна колонија Триангл
- Меморијал Сирмаи Карољ
- Невенов фестивал деце песника
- Ноћ музеја
- Палета младих

## Галерија
- Железнице Србије које пролазе кроз општину
- Центар града Врбаса
- Врхови цркава у Врбасу